# Deville (Ardennes)
Deville település Franciaországban, Ardennes megyében. Lakosainak száma 1044 fő (2022. január 1.). Deville Laifour, Les Mazures, Monthermé és Sécheval községekkel határos.

## Népesség
A település népességének változása:
| Lakosok száma | 1838 | 1493 | 1301 | 1178 | 1084 | 1054 | 1041 | 1041 | 1042 | 1044 |
|               | 1968 | 1982 | 1990 | 2006 | 2013 | 2015 | 2017 | 2019 | 2020 | 2022 |